# Ryo Sugai
Ryo Sugai (jap. 須貝龍 Sugai Ryo; ur. 11 grudnia 1991 w Tainai) – japoński narciarz dowolny, specjalizujący się w skicrossie.
Po raz pierwszy na arenie międzynarodowej pojawił się 16 sierpnia 2018 roku w Falls Creek, gdzie w zawodach Australian New Zealand Cup zajął czwarte miejsce. W Pucharze Świata zadebiutował 16 lutego 2019 roku w Feldberg, zajmując 15. miejsce. Tym samym już w debiucie zdobył pierwsze pucharowe punkty. Na podium zawodów tego cyklu pierwszy raz stanął 13 marca 2021 roku w ośrodku Sołniecznaja dolina, kończąc rywalizację w skicrossie na drugiej pozycji. W zawodach tych rozdzielił Kanadyjczyka Reece'a Howdena i Alexa Fivę ze Szwajcarii.
Na mistrzostwach świata w Idre Fjäll w 2021 roku zajął 28. miejsce w skicrossie. Na rozgrywanych rok później igrzyskach olimpijskich w Pekinie był siedemnasty.

## Osiągnięcia

### Igrzyska olimpijskie
| Miejsce | Dzień     | Rok  | Miejscowość | Konkurencja | Zwycięzca  |
| ------- | --------- | ---- | ----------- | ----------- | ---------- |
| 17.     | 18 lutego | 2022 | Pekin       | Skicross    | Ryan Regez |

### Mistrzostwa świata
| Miejsce | Dzień     | Rok  | Miejscowość | Konkurencja | Zwycięzca        |
| ------- | --------- | ---- | ----------- | ----------- | ---------------- |
| 28.     | 13 lutego | 2021 | Idre Fjäll  | Skicross    | Alex Fiva        |
| 11.     | 26 lutego | 2023 | Bakuriani   | Skicross    | Simone Deromedis |
| 3.      | 21 marca  | 2025 | Engadyna    | Skicross    | Ryan Regez       |

### Puchar Świata

#### Miejsca w klasyfikacji generalnej
- sezon 2018/2019: 192.
- sezon 2019/2020: 124.

Od sezonu 2020/2021 klasyfikacja skicrossu zastąpiła klasyfikację generalną.
- sezon 2020/2021: 20.
- sezon 2021/2022: 19.
- sezon 2022/2023: 6.
- sezon 2023/2024: 54.
- sezon 2024/2025: 14.

#### Miejsca na podium w zawodach
1. Sołniecznaja dolina – 13 marca 2021 (skicross) – 2. miejsce
2. Reiteralm – 13 marca 2022 (skicross) – 2. miejsce
3. Innichen – 22 grudnia 2022 (skicross) – 2. miejsce
4. Veysonnaz – 12 marca 2023 (skicross) – 2. miejsce
5. Gudauri – 28 lutego 2025 (skicross) – 2. miejsce